# Notarcha digitalis
Notarcha digitalis is een vlinder uit de familie van de grasmotten (Crambidae). De wetenschappelijke naam van deze soort is voor het eerst gepubliceerd in 2007 door Jay C. Shaffer en Eugene Gordon Munroe. De eerste vondst van deze soort werd gedaan door Shaffer op 25 januari 1968.
De soort komt voor op het eiland Aldabra van de Seychellen.